# Абдул-Вагаб Мірджан
Абдул-Вагаб Мірджан (араб. عبد الوهاب مرجان; 1909 — 15 березня 1964) — іракський політик, глава уряду країни від кінця 1957 до березня 1958 року.